# Gaspard de la Meije

Gaspard de la Meije est un film français de Bernard Choquet retraçant la première ascension de la Meije par Pierre Gaspard. Il est adapté du roman d'Isabelle Scheibli, produit par FR3 Lyon et diffusé en 1984 sur cette même chaîne.

## Fiche technique
- Réalisateur : Bernard Choquet
- Format : 16 mm[2]
- Durée : 102 minutes
- Date de sortie : 1983